# Малашковичи (Гомельская область)
Малашковичи (бел. Малашкавічы) — деревня в Курганском сельсовете Рогачёвского района Гомельской области Беларуси.

## География

### Расположение
В 25 км на восток от районного центра и железнодорожной станции Рогачёв (на линии Могилёв — Жлобин), 115 км от Гомеля.

### Гидрография
На реке Рекотун (приток реки Днепр).

## Транспортная сеть
Транспортные связи по просёлочной, затем автомобильной дороге Рогачёв — Довск. Планировка состоит из прямолинейной улицы, близкой к широтной ориентации с 3 переулками. Застройка двусторонняя, деревянная, усадебного типа.

## История
По письменным источникам известна с XVIII века как селение в Довской волости Рогачёвского уезда Могилёвской губернии. В 1824 году произошли волнения крестьян в связи с притеснениями владельца деревни помещика Борисевича. Действовали Свято-Покровская церковь (в 1864 году сгорела), с 1880 года работали хлебозапасный магазин, школа грамоты. Согласно переписи 1897 года действовали хлебозапасный магазин, ветряная мельница, маслобойня, трактир. В 1909 году 1450 десятин земли.
В 1930 году организован колхоз «Большевик». Работали 2 кузницы. 2 жителя погибли в советско-финскую, 68 — в Великую Отечественную войны. Согласно переписи 1959 года в составе совхоза «1 Мая» (центр — агрогородок Курганье). Располагался клуб.

## Население

### Численность
- 2019 год — 35 дворов, 52 жителя.
- 2004 год — 66 хозяйств, 150 жителей.

### Динамика
- 1897 год — 90 дворов, 630 жителей (согласно переписи).
- 1909 год — 827 жителей.
- 1925 год — 140 дворов.
- 1959 год — 565 жителей (согласно переписи).
- 2004 год — 66 хозяйств, 150 жителей.
- 2019 год — 35 дворов, 52 жителя.

## Известные уроженцы
- М. В. Артёменко — Герой Социалистического Труда.